# نوردهایم (تورینگن)
نوردهایم (به آلمانی: Nordheim) یک منطقهٔ مسکونی در آلمان است که در گرابفلد واقع شده‌است.
 نوردهایم  ۲۵۶ نفر جمعیت دارد.